# Klassieke Top 400
De Klassieke Top 400 (tot en met 2019: Hart & Ziel Lijst) is een jaarlijks radioprogramma van de Nederlandse publieke zender NPO Klassiek. 
In oktober 2012 startte NPO Klassiek met het jaarlijks uitzenden van de Hart & Ziel Lijst. Luisteraars kunnen hun meest geliefde klassieke werken kenbaar maken tijdens een stemweek, waarna een lijst van meest gekozen werken wordt samengesteld. Tot en met 2019 ging het hierbij om een top 300. In 2020 is de lijst uitgebreid met honderd werken, en hernoemd naar de Klassieke Top 400. 
De muziekkeuze wordt gestuurd door presentatoren, insprekers en fanclubs, waardoor de uitkomst wat arbitrair is en aan kritiek onderhevig. Omstreden is bijvoorbeeld de plaatsing van de Missa Sancti Georgii van H. Finkers op plaats 63, terwijl de Krönungsmesse van W.A. Mozart het met plaats 182 moet doen en diens Mis in c klein (Grote Mis) met plaats 327. De geselecteerde werken worden enkele weken na de vaststelling van de lijst van maandag tot vrijdag tijdens de dagprogrammering uitgezonden. Op de laatste dag vindt tevens een met ticket toegankelijk muziekfestival plaats in TivoliVredenburg waarop veel live muziek wordt gespeeld. Het concept doet denken aan dat van de Top 2000.

## Top 10 naar jaar
| Jaar / positie | 1                     | 2                       | 3                                            | 4                                            | 5                                            | 6                                            | 7                                            | 8                                    | 9                                        | 10                                       |
| -------------- | --------------------- | ----------------------- | -------------------------------------------- | -------------------------------------------- | -------------------------------------------- | -------------------------------------------- | -------------------------------------------- | ------------------------------------ | ---------------------------------------- | ---------------------------------------- |
| 2012           | Matthäus-Passion Bach | Spiegel im Spiegel Pärt | Canto Ostinato ten Holt                      | Miserere Allegri                             | Adagio for strings Barber                    | Requiem Mozart                               | Kol Nidrei Bruch                             | Vier letzte Lieder Strauss           | Strijkkwintet Schubert                   | Ein deutsches Requiem Brahms             |
| 2013           | Matthäus-Passion Bach | Spiegel im Spiegel Pärt | Requiem Fauré                                | Dido and Aeneas Purcell                      | Canto Ostinato ten Holt                      | Vier letzte Lieder Strauss                   | Miserere Allegri                             | Requiem Mozart                       | The Lark Ascending Vaughan Williams      | Stabat Mater Pergolesi                   |
| 2014           | Matthäus-Passion Bach | Requiem Mozart          | Spiegel im Spiegel Pärt                      | Stabat Mater Pergolesi                       | Requiem Fauré                                | Messiah Händel                               | Symfonie nr. 9 "Uit de Nieuwe Wereld" Dvořák | Ein deutsches Requiem Brahms         | The Lark Ascending Vaughan Williams      | Vier letzte Lieder Strauss               |
| 2015           | Matthäus-Passion Bach | Requiem Mozart          | Symfonie nr. 9 "Uit de Nieuwe Wereld" Dvořák | Spiegel im Spiegel Pärt                      | Requiem Fauré                                | Dido and Aeneas Purcell                      | Canto Ostinato ten Holt                      | Stabat Mater Pergolesi               | Vier letzte Lieder Strauss               | Winterreise Schubert                     |
| 2016           | Matthäus-Passion Bach | Requiem Mozart          | Spiegel im Spiegel Pärt                      | Requiem Fauré                                | Canto Ostinato ten Holt                      | Miserere Allegri                             | Stabat Mater Pergolesi                       | Dido and Aeneas Purcell              | Vier letzte Lieder Strauss               | Peer Gyntsuite Grieg                     |
| 2017           | Matthäus-Passion Bach | Requiem Mozart          | Requiem Fauré                                | Spiegel im Spiegel Pärt                      | Stabat Mater Pergolesi                       | Canto Ostinato ten Holt                      | Miserere Allegri                             | Dido and Aeneas Purcell              | Cantique de Jean Racine Fauré            | Vier letzte Lieder Strauss               |
| 2018           | Winterreise Schubert  | Matthäus-Passion Bach   | Spiegel im Spiegel Pärt                      | Requiem Mozart                               | Canto Ostinato ten Holt                      | Requiem Fauré                                | Symfonie nr. 9 "Uit de Nieuwe Wereld" Dvořák | Cantique de Jean Racine Fauré        | Vier letzte Lieder Strauss               | Dido and Aeneas Purcell                  |
| 2019           | Matthäus-Passion Bach | Requiem Mozart          | Spiegel im Spiegel Pärt                      | Requiem Fauré                                | Canto Ostinato ten Holt                      | Dido and Aeneas Purcell                      | Stabat Mater Pergolesi                       | Messiah Händel                       | Enigmavariaties Elgar                    | Vier letzte Lieder Strauss               |
| 2020           | Matthäus-Passion Bach | Requiem Mozart          | Spiegel im Spiegel Pärt                      | Requiem Fauré                                | Symfonie nr. 9 "Uit de Nieuwe Wereld" Dvořák | Dido and Aeneas Purcell                      | Peer Gyntsuite Grieg                         | Canto Ostinato ten Holt              | Messiah Händel                           | Ein deutsches Requiem Brahms             |
| 2021           | Matthäus-Passion Bach | Requiem Mozart          | Spiegel im Spiegel Pärt                      | Requiem Fauré                                | Canto Ostinato ten Holt                      | Symfonie nr. 9 "Uit de Nieuwe Wereld" Dvořák | Peer Gyntsuite Grieg                         | De vier jaargetijden Antonio Vivaldi | Dido and Aeneas Purcell                  | Messiah Händel                           |
| 2022           | Matthäus-Passion Bach | Requiem Mozart          | Peer Gyntsuite Grieg                         | Symfonie nr. 9 "Uit de Nieuwe Wereld" Dvořák | Requiem Fauré                                | De vier jaargetijden Antonio Vivaldi         | Spiegel im Spiegel Pärt                      | Canto Ostinato ten Holt              | Dido and Aeneas Purcell                  | Stabat Mater Giovanni Battista Pergolesi |
| 2023           | Matthäus-Passion Bach | Requiem Mozart          | Symfonie nr. 9 "Uit de Nieuwe Wereld" Dvořák | Spiegel im Spiegel Pärt                      | Requiem Fauré                                | Canto Ostinato ten Holt                      | Peer Gyntsuite Grieg                         | De vier jaargetijden Antonio Vivaldi | Pianoconcert nr. 2 Sergej Rachmaninov    | Dido and Aeneas Purcell                  |
| 2024           | Matthäus-Passion Bach | Requiem Mozart          | Requiem Fauré                                | Peer Gyntsuite Grieg                         | Spiegel im Spiegel Pärt                      | Symfonie nr. 9 "Uit de Nieuwe Wereld" Dvořák | De vier jaargetijden Antonio Vivaldi         | Schindler's List John Williams       | Stabat Mater Giovanni Battista Pergolesi | Messiah Händel                           |